# Muara Pemuat
Muara Pemuat is een bestuurslaag in het regentschap Sarolangun van de provincie Jambi, Indonesië. Muara Pemuat telt 578 inwoners (volkstelling 2010).